# Carex steyermarkii
Carex steyermarkii är en halvgräsart som beskrevs av Paul Carpenter Standley. Carex steyermarkii ingår i släktet starrar, och familjen halvgräs. Inga underarter finns listade i Catalogue of Life.